# کارولا هگکویست
کارولا هگکویست (به انگلیسی: Carola Häggkvist) (زاده ۸ سپتامبر ۱۹۶۶) خوانندهٔ 
سوئدی است.
او در سال ۱۹۹۱ برنده مسابقه یوروویژن شد. او در سال های ۱۹۸۳ و ۲۰۰۶ هم در مسابقات یوروویژن شرکت کرد و به ترتیب سوم و پنجم شد.